# PH1 b
PH1 b или Kepler-64 AB b) — экзопланета в четверной системе Kepler-64 (KIC 4862625) в созвездии Лебедя. Находится на расстоянии 5000 св. лет (1500 пк) от Солнца.
Обнаружена любителями астрономии из проекта Planet Hunter (Zooniverse), куда поступают необработанные данные орбитального телескопа Kepler. Имеет обозначение KIC 4862625 b, PH-1 b и Kepler-64 b, хотя правильнее будет обозначение Kepler-64 AB b и KIC 4862625 AB b.

## Материнские звёзды
Планета входит в состав иерархической кратной звёздной системы, состоящей из четырёх компонентов Kepler-64 ABCD. Планета вращается сразу вокруг двух звёзд Kepler-64 AB: звезды спектрального класса F массой 1,528±0,087 солнечной массы и радиусом 1,734±0,044 солнечного радиуса и звезды спектрального класса М (красный карлик) массой 0,408±0,024 солнечной массы и радиусом 0,378±0,023 радиуса Солнца. Эти звёзды вращаются вокруг общего центра масс по орбите с большой полуосью 0,17440±0,003 а. е. и эксцентриситетом 0,212±0,005, делая один оборот за 20 земных суток. На расстоянии ~900—1000 а. е. от пары AB (в проекции на небесную сферу) расположена вторая пара звёзд CD, физически связанная с первой. В состав этой пары входит звезда спектрального класса G2 (жёлтый карлик) массой 0,99 солнечной массы и звезда спектрального класса М2 массой 0,51 массы Солнца, разделенные между собой расстоянием в 40-60 а. е.

## Характеристики
РН1 b является газовым гигантом, который делает полный оборот вокруг пары своих звёзд по слабоэллиптической орбите (e=0,07) за 138,5 дня. Планета открыта транзитным методом.